# Hochdorf (Lucerna)
Hochdorf es una comuna suiza del cantón de Lucerna, capital del distrito de Hochdorf. Limita al norte y oeste con la comuna de Hohenrain, al sureste con Ballwil, al sur con Eschenbach y Rain, y al oeste con Römerswil.